# All's Faire in Love
All's Faire in Love (bra: Um Amor ao Acaso) é um filme estadunidense de comédia romântica produzido em 2009, dirigido por Scott Marshall e escrito por R.A. White e Jeffrey Ray Wine. O filme é estrelado por Owen Benjamin como Will, um estudante universitário que é designado para trabalhar em uma feira renascentista por seu professor, e Christina Ricci como Kate, uma banqueira de investimentos que deixa seu emprego para trabalhar no que ela chama de trabalho justo.
O filme foi produzido principalmente no Michigan Renaissance Festival. Moradores locais foram usados como figurantes.
O filme foi originalmente intitulado de Ye Olde Times com Jack Black e Lindsay Lohan como protagonistas, mas foi transformado em uma comédia romântica e renomeado no final de setembro de 2008.
Christina Ricci faz o papel de uma trabalhadora e que busca um meio de aliviar seu stress aceitando um papel numa peça de teatro, lá ela se depara com aquele que pode se tornar um novo amor.

## Elenco
- Owen Benjamin como Will
- Christina Ricci como Kate
- Chris Wylde como Príncipe Rank
- Cedric the Entertainer como Professor Shockworthy
- Matthew Lillard como Crockett
- Ann-Margret como Mrs. Banks
- Martin Klebba como Count Le Petite
- Sandra Taylor como Princess Jeanette
- Bill Engvall como Mr. Mendelson
- Dave Sheridan como Jester Roy/Horny

## Lançamento
O filme estreou durante o Michigan Renaissance Festival em 30 de setembro de 2009. Dois anos depois, o filme foi lançado pela Regal Entertainment em 28 de outubro de 2011.